# アシュレイ・ジャッド
アシュレイ・ジャッド（Ashley Judd, 1968年4月19日 - ）は、アメリカ・カリフォルニア州出身の女優である。
1990年代後半から2000年代前半に公開された『コレクター』『ダブル・ジョパディー』『ハイ・クライムズ』などの劇場映画の主演女優として知られる。また、2012年放送のテレビドラマ『ミッシング』でも主役を務めた。

## 来歴
イタリア系アメリカ人の父と、後にカントリーミュージシャンとなるナオミ・ジャッドの間に生まれる。異父姉に同じくカントリーミュージシャンのワイノナ・ジャッドがいる。1972年に両親が離婚したため、1974年にケンタッキー州に移住。そこでは貧しい生活を送ることになった。一家は水も電話も電気もないことがあったという。寂しい幼少期を支えたのは読書で空想に浸ることだった。母ナオミがワイノナとカントリーデュオ「The Judds」を組んでデビューし、成功を収めたことで、生活が上向く。
大学入学前からモデルの仕事を始め、大学の休暇中には来日もしている。ケンタッキー大学でフランス語を専攻し、人類学と女性学、美術史、そして演劇を副専攻にした。
フランスに留学したが、女優になる夢を追い、大学を中退し、ハリウッドへ移住。ウェイトレスなどの仕事をしながら、演技の勉強をした。
その後、ケンタッキー大学に復学し、2007年5月に卒業。2010年には、ハーバード大学大学院のジョン・F・ケネディ・スクール（公共政策大学院）を修了し、行政学の修士を取得した。
女優として最初の仕事は、テレビドラマ『新スタートレック』のロビン・レフラー少尉役（1991年）。
1991年から1994年にかけてテレビドラマ『Sisters』に出演するかたわら、1992年の『Kuffs』で劇場映画デビュー。1995年の『ヒート』と1996年の『評決のとき』で大役ではないながらも注目を浴び、1997年の『コレクター』と1999年の『ダブル・ジョパディー』で主役に抜擢された。両作品では、芯が強い女性キャラクターとしてアクションをこなした。
その後、2012年放送のドラマ『ミッシング』（全10話）の主役としてテレビ界に復帰し、行方不明の息子を捜し求める元CIAエージェントのシングルマザーを演じた。
2022年にはハーヴェイ・ワインスタインから受けた性加害の告発を描いた『SHE SAID/シー・セッド その名を暴け』で自身の実体験と共に実際に性加害を受けた一人として本人役で出演した。
なお、日本では、ホンダの軽自動車「ライフ」のテレビCMに出演していたことがある。

### 私生活
野球選手のブレイディ・アンダーソンや歌手のマイケル・ボルトン、俳優のマシュー・マコノヒーやロバート・デ・ニーロと交際したことがあり、インディカー・シリーズなどで活躍するダリオ・フランキッティと2001年12月に結婚。夫の母国のスコットランドと牧場のあるテネシー州の2か所を行き来しながら暮らしていたが、2013年1月に離婚を発表した 。
チャリティにも参加しており、YouthAIDSの大使としてカンボジアやルワンダなどを訪れた。
2011年、自伝All That Is Bitter and Sweetを発表し、幼少時代に性的虐待やネグレクトを受けた過去を告白した。
2021年、コンゴ民主共和国で足を失いかける事故にあい、ICUへ緊急搬送された。

## 主な出演作品

### 映画
| 公開年 | 邦題 原題                                                               | 役名                                   | 備考                                            | 吹き替え                                              |
| ------ | ----------------------------------------------------------------------- | -------------------------------------- | ----------------------------------------------- | ----------------------------------------------------- |
| 1992   | カフス! Kuffs                                                           | 塗装店の店主の妻                       |                                                 |                                                       |
| 1993   | ディープ・ジョパディー Ruby in Paradise                                 | ルビー                                 | インディペンデント・スピリット賞主演女優賞 受賞 |                                                       |
| 1994   | ナチュラル・ボーン・キラーズ Natural Born Killers                       | グレイス                               | 出演シーンカット                                |                                                       |
| 1995   | スモーク Smoke                                                          | フェリシティ                           |                                                 | 田中敦子                                              |
| 1995   | 聖なる狂気 The Passion of Darkly Noon                                   | カリー                                 |                                                 |                                                       |
| 1995   | ヒート Heat                                                             | シャーリーン                           |                                                 | 渡辺美佐(ソフト版) 深見梨加(テレビ朝日版)             |
| 1996   | ボディ・リップス Normal Life                                            | パム・アンダーソン                     |                                                 |                                                       |
| 1996   | ノーマ・ジーンとマリリン Norma Jean & Marilyn                           | ノーマ・ジーン・ドハーティ             | テレビ映画                                      | 佐々木優子                                            |
| 1996   | 評決のとき A Time to Kill                                               | カーラ                                 |                                                 | 渡辺美佐(ソフト版) 日野由利加(フジテレビ版)           |
| 1997   | ザ・ローカスト/あばかれた夏 The Locusts                                 | キティ                                 |                                                 |                                                       |
| 1997   | コレクター Kiss the Girls                                               | ケイト・マクティアナン                 |                                                 | 山像かおり(ソフト版) 佐々木優子(テレビ朝日版)         |
| 1998   | サイモン・バーチ Simon Birch                                            | レベッカ                               |                                                 | 日野由利加                                            |
| 1999   | 氷の接吻 Eye of the Beholder                                            | ジョアナ・エリス                       |                                                 | 深見梨加                                              |
| 1999   | ダブル・ジョパディー Double Jeopardy                                    | リビー                                 |                                                 | 山像かおり(ソフト版) 深見梨加(テレビ朝日版)           |
| 2000   | あなたのために Where the Heart Is                                       | レキシー・コープ                       |                                                 | 勝生真沙子                                            |
| 2001   | 恋する遺伝子 Someone Like You...                                        | ジェーン・グドール                     |                                                 | 深見梨加(日本語吹き替え1) 山像かおり(日本語吹き替え2) |
| 2002   | ハイ・クライムズ High Crimes                                            | クレア・キュービック                   |                                                 | 佐々木優子                                            |
| 2002   | ヤァヤァ・シスターズの聖なる秘密 Divine Secrets of the Ya-Ya Sisterhood | 若い頃のヴィヴィ・アボット・ウォーカー |                                                 | 日野由利加                                            |
| 2002   | フリーダ Frida                                                          | ティナ・モドッティ                     |                                                 | 森永明日夏(ソフト版) 森史絵(Netflix版)                |
| 2004   | ツイステッド Twisted                                                    | ジェシカ・シェパード                   |                                                 | 唐沢潤                                                |
| 2004   | 五線譜のラブレター De-Lovely                                            | リンダ・ポーター                       |                                                 | 佐々木優子                                            |
| 2006   | 恋愛依存症 Come Early Morning                                           | ルシル・ファウラー                     |                                                 |                                                       |
| 2006   | BUG/バグ Bug                                                            | アグネス・ホワイト                     |                                                 |                                                       |
| 2009   | 正義のゆくえ I.C.E.特別捜査官 Crossing Over                             | デニス・フランケル                     |                                                 | 唐沢潤                                                |
| 2010   | 妖精ファイター Tooth Fairy                                              | カーリー                               |                                                 | 小林さやか                                            |
| 2011   | フライペーパー! 史上最低の銀行強盗 Flypaper                             | ケイトリン                             |                                                 | 唐沢潤                                                |
| 2011   | イルカと少年 Dolphin Tale                                               | ロレーヌ・ネルソン                     |                                                 | 佐々木優子                                            |
| 2013   | エンド・オブ・ホワイトハウス Olympus Has Fallen                         | マーガレット・アッシャー大統領夫人     |                                                 | 佐々木優子                                            |
| 2014   | ダイバージェント Divergent                                              | ナタリー・プライアー                   |                                                 | 山像かおり                                            |
| 2014   | The Identical                                                           | Louise Wade                            |                                                 |                                                       |
| 2014   | Dolphin Tale 2                                                          | Lorraine Nelson                        |                                                 |                                                       |
| 2015   | ダイバージェントNEO The Divergent Series: Insurgent                     | ナタリー・プライアー                   |                                                 | 山像かおり                                            |
| 2016   | ダイバージェントFINAL The Divergent Series: Allegiant                   | ナタリー・プライアー                   |                                                 | 山像かおり                                            |
| 2016   | バリー Barry                                                            | アン・ダナム                           |                                                 | 新田万紀子                                            |
| 2016   | Good Kids                                                               | Gabby                                  |                                                 |                                                       |
| 2017   | Trafficked                                                              | Diane                                  |                                                 |                                                       |
| 2019   | ベラのワンダフル・ホーム A Dog's Way Home                               | テリー                                 |                                                 | 高梨愛                                                |
| 2022   | SHE SAID/シー・セッド その名を暴け SHE SAID                             | 本人役                                 |                                                 | 佐々木優子                                            |

### テレビシリーズ
| 放映年    | 邦題 原題                                       | 役名                 | 備考                                                                          | 吹き替え |
| --------- | ----------------------------------------------- | -------------------- | ----------------------------------------------------------------------------- | -------- |
| 1991      | 新スタートレック Star Trek: The Next Generation | ロビン・レフラー少尉 | 第5シーズン第2話「謎のタマリアン星人」 第5シーズン第6話「エイリアン・ゲーム」 |          |
| 1991-1994 | シスターズ Sisters                              | Reed Halsey          | 計32話出演                                                                    |          |
| 2012      | ミッシング Missing                              | ベッカ・ウィンストン | 計10話出演                                                                    |          |
| 2017      | ツイン・ピークス The Return Twin Peaks          | ビヴァリー・ペイジ   | 計4話出演                                                                     |          |
| 2017      | Berlin Station                                  | BB Yates             | 計9話出演                                                                     |          |